# Strongylodon
Genre
Strongylodon est un genre de plantes à fleurs dicotylédones de la famille des Fabaceae, sous-famille des Faboideae, originaire de Madagascar, d'Asie du Sud-Est et d'Australie, qui comprend une quinzaine d'espèces acceptées.

## Liste d'espèces
Selon The Plant List (11 novembre 2018) :
- Strongylodon archboldianus Merr. & L.M.Perry
- Strongylodon caeruleus Merr.
- Strongylodon celebicus Huang
- Strongylodon crassifolius Perkins
- Strongylodon craveniae R.Baron & Baker
- Strongylodon decipiens Verdc.
- Strongylodon elmeri Merr.
- Strongylodon loheri Huang
- Strongylodon lucidus (G.Forst.) Seem.
- Strongylodon macrobotrys A.Gray
- Strongylodon madagascariensis Baker
- Strongylodon pulcher C.B.Rob.
- Strongylodon ruber Vogel
- Strongylodon zschokkei Elmer